# Ейс ъф Бейс
„Ейс ъф Бейс“ (на английски: Ace of Base) e шведска поп група, в състав Йонас Бергрен (Джоукър), Улф Екберг (Буда), Лин Бергрен и Джени Бергрен. Тримата Бергрен са брат и сестри. Стилът им се описва като „поп реге“. Често са сравнявани с ABBA и Аква, въпреки че музиката, която правят трите формации, е различна.

## Биография
През 1987 г. Йонас Бергрен създава група заедно с Джони Линдéн и Никлас Тренк. Сестрите на Йонас – Малин и Джени се присъединяват като вокали. Групата сменя няколко имена: „Kalinin Prospect“ (по улица в Москва), „CAD“ (Computer Aided Disco) и „Tech-Noir“ (по името на бар във филма „Терминаторът“). През 1989 Джони и Никлас напускат групата, а през 1990 г. в нея се включва Улф Екберг. С неговото присъединяване името е сменено на „Ейс ъф Бейс“ (изхождащо от песента „Ace of Spades“ на група Моторхед).
През 1990 г. е подписан договор с „Мега Рекърдс“ и първият издаден сингъл е „Wheel Of Fortune“. Песента става хит на Скандинавския полуостров и групата сключва договор с „Метроноум“ – за издаване из Европа. В световен хит се превръща последвалият втори сингъл – „All That She Wants“, продуциран от легендарния Дениз Поп.
Следващите месеци са обгърнати със световна слава – появяват се хитове като „The Sign“ (задържал се шест седмици на първа позиция в Billboard Hot 100 и номиниран за Грами), „Don't Turn Around“, „Living In Danger“.
Идват и множество проблеми – наяве излизат информации за миналото на Улф, който е бил член на неонацистка групировка, през 1994 семейство Бергрен е нападнато в собствения им дом от обезумяла фенка, а по-късно Лин къса гласни струни, което поражда забавянето на нови записи. Тези промени в спокойната иначе обстановка около четиримата водят до малка смяна в стила – издаден е втори албум – „The Bridge“. Той продава 5 милиона копия по света.
За записването на „Flowers“ (европейско заглавие, сменено на „Cruel Summer“ за версиите на албума, продавани в останалия свят), основно е ангажирана Джени. Лин отказва интервюта, а промотирането се извършва от останалите трима членове на групата. Песента „Life is a Flower“ е обявена за най-пусканата песен за 1998 от радиостанциите в Европа.
Последвалите версии на „The Best of...“ нямат особен успех.
Независимо от безкрайните слухове за разпадане, през 2002 излиза четвърти студиен проект на шведите, носещ заглавието „Da Capo“. Въпреки че албумът се радва на успех сред феновете, в класациите няма и следа от „Ейс ъф Бейс“. Няколкото издадени сингъла не помагат за възвръщането на славата на групата.
През октомври 2005 г. Джени, Йонас и Улф участват в няколко концерта под надслов „Night of the Proms“ (букв. „нощта на баловете“) в Белгия. За първи път песните им са аранжирани за оркестрално изпълнение. Пред публиката са представени „All That She Wants“, „The Sign“, „Beautiful Life“ и „Life Is A Flower“.
Групата записва пети албум, с продуцент Томи Екман.

## Дискография

### Студийни албуми
- Happy Nation/The Sign (1992/1993)
- The Bridge (1995)
- Flowers/Cruel Summer (1998)
- Da Capo (2002)
- The Golden Ratio (2010)

### Компилации
- Singles of the 90's (1999)
- Greates Hits (2000)
- The Collection/All That She Wants (2002)
- Platinum & Gold Collection (2003)
- The Hits (2004)
- Platinum & Gold (2010)
- Hidden Gems (2015)
- Gold (2019)

### Box sets
- The Ultimate Collection (2005)
- Greatest Hits (2008)
- All That She Wants: The Classic Collection (2020)

### Сингли
- Wheel of Fortune (1992)
- All That She Wants (1992)
- Happy Nation (1993)
- Waiting For Magic (1993)
- The Sign (1993)
- Don't Turn Around (1994)
- Living In Danger (1994)
- Lucky Love (1995)
- Beautiful Life (1995)
- Never Gonna Say I'm Sorry (1996)
- Life is a Flower (1998)
- Cruel Summer (1998)
- Whenever You're Near Me (1998)
- Travel To Romantis (1998)
- Always Have, Always Will (1998)
- Everytime It Rains (1999)
- Cecilia (1999)
- C'est La Vie (Always 21) (1999)
- Hallo Hallo (2000)
- Beautiful Morning (2002)
- The Juvenile (2002)
- Unspeakable (2002)
- Wheel of Fortune 2009 (2009)
- All for You (2010)
- Would You Believe (2015)

### Промоционални сингли
- My Déjà Vu (1996)
- Angel Eyes (1997)
- Donnie (1998)
- Tokyo Girl (1998)
- Love In December (1999)

### Видео албуми
- Greatest Hits (2008)